# Henri de Suse
Henri de Suse, dit « Hostiensis » (en latin Henricus de Segusio ; né vers 1200 à Suse en Piémont, † le 25 octobre ou le 6 novembre 1271 à Lyon) est un cardinal, évêque d'Ostie. Grand spécialiste du droit canon, il exerça une influence décisive sur l'évolution de la jurisprudence ecclésiastique.

## Biographie

### Jeunesse et carrière avant son premier siège épiscopal
Henri de Suse étudia le droit civil et le droit ecclésiastique à Bologne en même temps que Sinibaldo dei Fieschi ; après avoir enseigné quelques années à Paris, il reçut l’ordination (avant 1233). Des citations de Virgile, Horace, Ovide, Sénèque et Cicéron qui parsèment ses écrits, on devine qu'il possédait une solide formation classique. Son contemporain Salimbene de Adam († après 1287) vante son érudition et ses qualités de musicien (chant, pratique de la viole). En 1235, Henri de Suse est prieur du chapitre cathédral d’Antibes, et dès l'année suivante commence une activité diplomatique au service d’Innocent IV et du roi Henri III d'Angleterre.

### Son passage à la chaire de Sisteron-Forcalquier
En 1244, il est nommé évêque de Sisteron, dont le diocèse est paralysé depuis deux siècles par une situation ubuesque. Il compte en effet deux chapitres investis du pouvoir d'élire l'évêque au lieu d'un, et les chapitres entrent en conflit à chaque nouvelle élection. Ainsi, quand il est nommé en 1244, le siège est vacant depuis trois ans, et c'est Zoen Tencarari, évêque d'Avignon, qui est choisi par les deux chapitres pour trouver un nouvel évêque. Le choix de l'évêque d'Avignon se porte sur Henri de Suse, qui est déjà renommé et apprécié pour ses connaissances juridiques. Les deux chapitres concurrents réussissent à s'entendre pour lui confier la rédaction de nouvelles règles d'élection, après plusieurs tentatives et arbitrages passés depuis deux siècles, tous repoussés par l'un ou l'autre des deux chapitres. Vraisemblablement favorable à l'admission du chapitre de Forcalquier, nouveau venu par rapport au chapitre de Sisteron, il ne divulgue sa proposition qu'au bout de cinq ans, et il le fait de Lyon, quand il sait qu'il quitte le siège de Sisteron.

### Fin de carrière
Il est appelé au siège archiépiscopal d'Embrun en 1250. Matthieu Paris rapporte qu'Henri de Suse aurait détourné l'argent que lui avait remis Henri III pour acheter les voix de membres de la Curie à Rome, et qu'il l'aurait utilisé pour obtenir un évêché en Provence, à savoir Sisteron. Si l'on n'est pas obligé de croire sur parole Matthieu Paris, il semble qu'Henri de Suse n'ait pas été vraiment désintéressé. Le pape Innocent IV accorda au roi Henri III, à la reine et à Richard de Cornouailles que leur protégé Henri de Suse conserve le bénéfice de son évêché avec charge d'âmes avec une seconde prébende à Sisteron qui aurait représenté une rente annuelle considérable. À la mort de l'évêque de Sisteron en 1241, il y eut un long procès sur les modalités de l'élection. Finalement, en 1243, l'évêque d’Avignon Zoën Tencararius, trancha en faveur d'Henri, qui à la même époque devint chapelain  papal. La prébende de Sisteron ne lui aurait été confiée que moyennant la nomination par ses soins de vicaires agréés par l'évêque local (30 mai 1244). Le pape Urbain IV l’élève le 22 mai 1262 cardinal-évêque d’Ostie, titre qui lui vaudra désormais son épithète d’« Hostiensis ». En 1268, il prend la tête de la pénitencerie apostolique mais cette ascension vers le Saint-Siège n'aboutit pas à son couronnement en tant que pape.
On ignore si Hostiensis assista au premier concile de Lyon car bien que la chose soit probable, son nom n'apparaît dans aucun des rôles de présence et n'est cité dans aucun des récits qui nous sont parvenus de cet événement. Watt estime qu'un pamphlet demandant la déposition de l'empereur Frédéric II ayant circulé au cours du concile pourrait bien être de sa main.

## Écrits

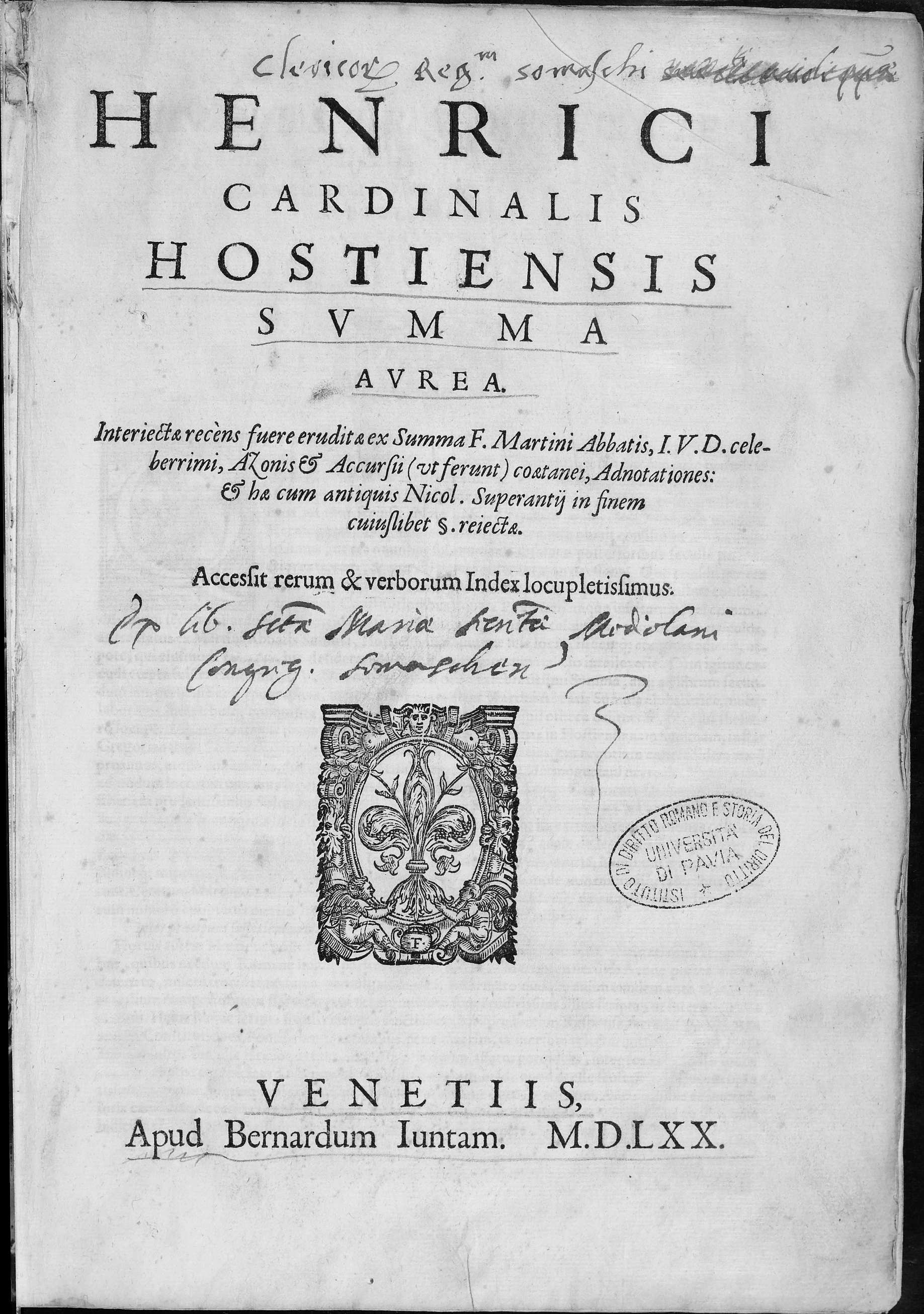
Summa aurea, 1570

Il composa de nombreux ouvrages sur les décrétales historiques des papes.
Il mit particulièrement l'accent sur la notion d'équité dans l'application du droit ecclésiastique.
- Lectura in Decretales Gregorii IX, Strasbourg, 1512; Paris, 1512.
- Summa super titulis Decretalium, Strasbourg, 1512; Cologne, 1612; Venise, 1605; ou Summa archiepiscopi, référencée le plus souvent comme Summa aurea.
  - (la) Summa aurea, Venice, Bernardo Giunta, 1570 (lire en ligne)
- Lectura in Decretales Innocentii IV (n'est pas éditée).

## Postérité
Pour Dante, Henri de Suse représente la tradition des Décrétales (Paradis 12.82-85).